# Warta Gorzów Wielkopolski
KKS Warta Gorzów Wielkopolski – nieistniejący polski wielosekcyjny klub sportowy z Gorzowa Wielkopolskiego.